# Airosperma fuscum
Airosperma fuscum är en måreväxtart som beskrevs av Spencer Le Marchant Moore. Airosperma fuscum ingår i släktet Airosperma och familjen måreväxter.
Artens utbredningsområde är Papua Nya Guinea. Inga underarter finns listade i Catalogue of Life.